# Pteris assamica
Pteris assamica är en kantbräkenväxtart som beskrevs av Fraser-jenk. och T. G. Walker. Pteris assamica ingår i släktet Pteris och familjen Pteridaceae. Inga underarter finns listade. Det är en markbunda arter.